# Oh oh oh

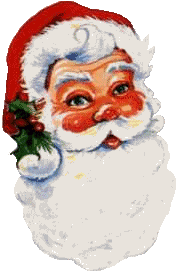
Rappresentazione americana
di Babbo Natale

Oh oh oh è la tradizionale risata attribuita a Babbo Natale. Nasce negli Stati Uniti in diverse varianti grafiche (oh oh oh, o! o! o!), ricorre in canzoni, poesie, romanzi, e si diffonde nel mondo come tratto identificativo del personaggio.
La tradizionale poesia natalizia A Visit from St. Nicholas ("Una visita da Babbo Natale") riferisce che Babbo Natale ha:
...a little round belly
That shook when he laugh'd, like a bowl full of jelly
(una panciotta tonda
Che scuote quando ride, come una boccia piena di gelatina)
Ho ho ho rappresenta il tentativo di mettere per iscritto la profonda risata grassa di Babbo Natale, contrapposto al convenzionale, acuto ha ha che rappresenta la risata di personaggi meno in carne.
H0H 0H0 è anche un codice postale usato dalle poste canadesi per lettere spedite dal Canada per Babbo Natale al Polo Nord. La sequenza alfanumerica ricade in un raggruppamento collegato all'area di Montréal, nella provincia canadese del Quebec.